# Kapare

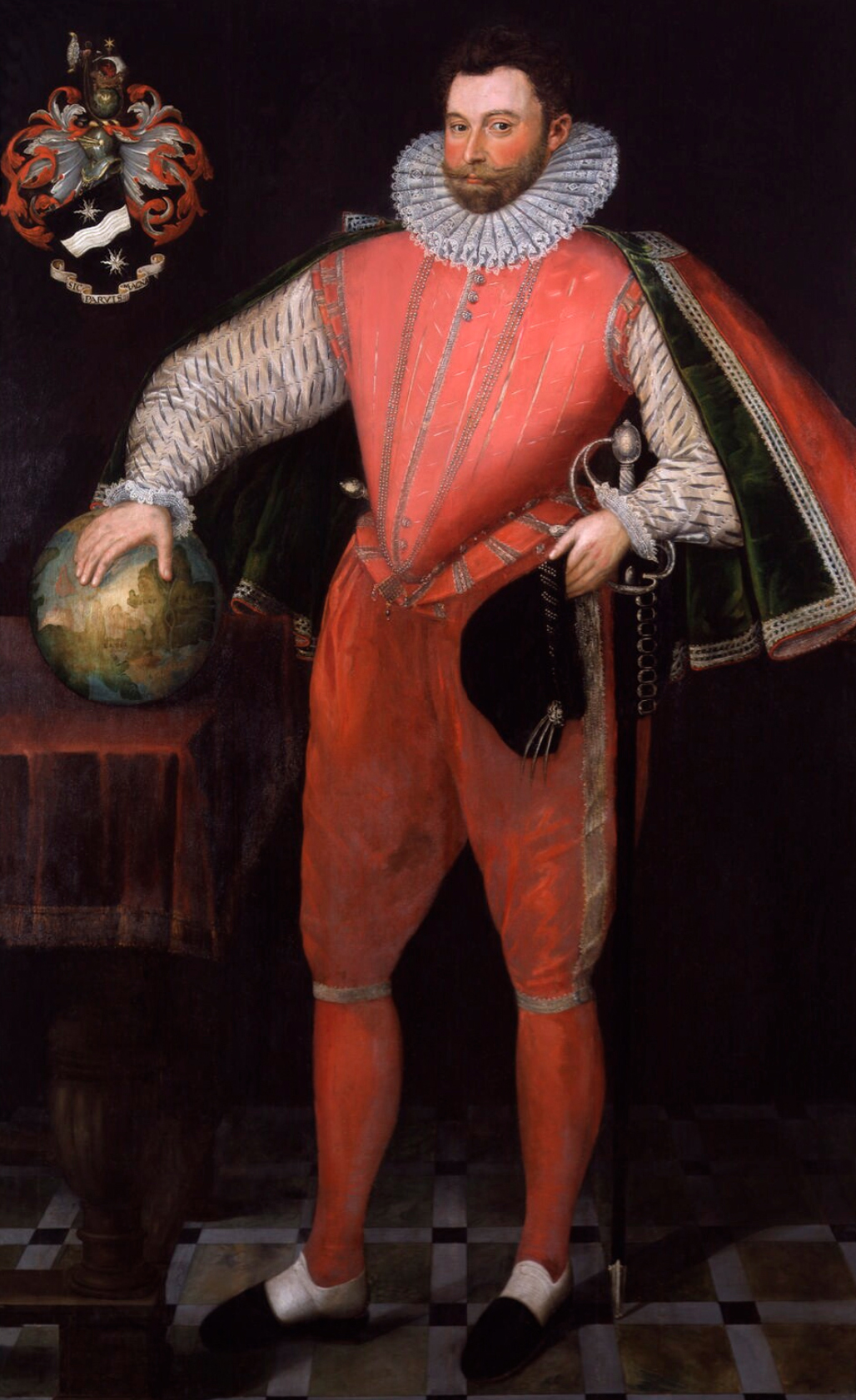
Sir Francis Drake, engelsk kapare.

En kapare eller fribytare är ett privat fartyg, eller en sjöman på ett sådant fartyg, som seglar med ett av regeringsmyndighet utfärdat kaparbrev i vilket denne fått rätt att ta fientliga handelsfartyg och dess last i besittning. Denna typ av krigföring förbjöds officiellt först i Parisdeklarationen 1856.
Numera kallas även den som under hot kapar till exempel trafikflygplan för kapare.

## Historia
Etymologiskt är termen en avledning av holländskans kapen.[källa behövs][förklaring behövs]
Kapare var legala sjörövare. Svenska Akademiens Ordbok (SAOB) anger följande betydelse för termen: "Förare av fartyg som under krig med bemyndigande av en krigförande makts regering utrustats av enskild person (l. sammanslutning av enskilda personer) för att skada denna makts fiende genom uppbringande av handelsfartyg som tillhör fienden." 
En kapare hade alltså ett officiellt uppdrag från en regering att angripa främst fientliga handelsskepp i syfte att plundra dem. Kaparen fick detta uppdrag genom att kaptenen erhöll ett så kallat fribrev, eller kaparbrev. Tillståndet kunde gälla kapning av såväl örlogsfartyg som handelsfartyg. Ett fartyg som togs av kaparen kallades pris.
Kaparverksamhet var ett legitimt vapen i alla internationella konflikter som involverade sjöstridskrafter. Förste arkivarie på svenska Krigsarkivet i Stockholm, Lars Ericson Wolke skriver, i boken Lasse i Gatan, Kaparkriget och det svenska stormaktväldets fall (2009), att kaparaktioner blev under 1700-talet vad ubåtskriget var på 1900-talet, ett billigt och effektivt, legitimt sjöstridsmedel mot främst handelstrafiken. Några svenska kaparfartyg från år 1710 var:
- Le Comte de Mörner (1717-1719). John Norcross (Jakobit), kapten Nils Nilsson samt kapten Petter Siöman[3]
- Stenbocken (Fregatt -1717).[4]
- Carolus XII (Kaparfregatt 1711-1712).[5]
- Fortuna (Kapargalliot 1715-).[6]
- Västgöten (Kaparhuckert 1710-1717). Tage Lewerentz, Magnus Ramdahl, Daniel Terlon, kapten Matthias Scheel, Erik Sparrman.[7]
- Stövaren (Kaparfartyg 17111-). Löjtnant Olof Bruce.
- Onsala Galej (Kaparhuckert 1710-1717). Löjtnant Anders Thorsson.
- Sjöhunden (Fregatt). Kapten Hans Hammar.
- Jägaren (Galliot). Anders Pettersson Dahlberg.
- Europa (Kaparfartyg 1710). Kapten Henrik Jonsson Plomholt och Henrik Roderbeck.
- Siöblad (Kaparbrigantin med 16-20 kanoner 1709-1711). Kapten Nils Nilsson.
- La Revange (Huckert med 8 kanoner). Löjtnant Christian Gathe.[8]

Kaparverksamhet förbjöds i en konvention, Parisdeklarationen, som undertecknades vid fredsslutet efter Krimkriget i Paris 1856. 
Konventionens skrivning fördömde kaparverksamheten som ett brott mot krigets lagar. Fördömandet resulterade genast i att Storbritannien och Frankrike avskaffade sina prisdomstolar, de myndigheter som under amiralitetet och regeringen som kunde utfärda fribrev. USA vägrade dock skriva under denna konvention. Kaparverksamhet hade varit en starkt bidragande faktor till att landet lyckosamt kunnat utkämpa krig mot militärt överlägsna stater, till exempel mot England. 
I början av amerikanska inbördeskriget använde fortfarande Konfederationen, det vill säga Sydstaterna, sina kapare för att effektivt undsätta belägrade hamnar. Efter några månader blev unionsflottan allt effektivare i sina blockader och Sydstaternas kaparverksamhet sjönk till ett minimum. Det militärt expanderande USA behövde efter inbördeskriget inte längre kapare, då landet nu kunde agera ur en marin styrkeposition. I kriget mot Spanien 1898 då vattnen kring Kuba och Filippinerna var krigsskådeplatser, använde USA inte längre kapare.

## Kapare, sjörövare och buckanjärer
Gränsen mellan kapare och frilansande sjörövare har alltid varit tunn. Kaparbrev utfästes vanligen av krigsministerier och regeringar; däremot kunde regeringarna delegera uppdraget till så kallade prisdomstolar under guvernörer. Skillnaden finns dock, om än blekt, och ordet kapare kan inte utan vidare ersättas med buckanjär eller flibustiär även om dessa ofta agerade med kaparbrev. Däremot kan termen pirat användas 'som ekvivalent med kapare', enligt SAOB.

## Kända kapare
- Wulfard Rosendal (1430-1435)
- Otte Torbjörnsson (Fågel) avrättad 1473.
- Lars Gathe (Lasse i Gatan) (1689 - 1718) var en svensk kapare aktiv i början av 1700-talet. Han adlades för sina insatser under namnet Gathenhielm.
- Sir Francis Drake (ca 1540 - 1596), kanske historiens mest kände kapare, löd under den engelska drottningen Elisabet I.
- Amaro Pargo (1678 - 1747), var en spansk sjörövare och näringsidkare.